# Halloren

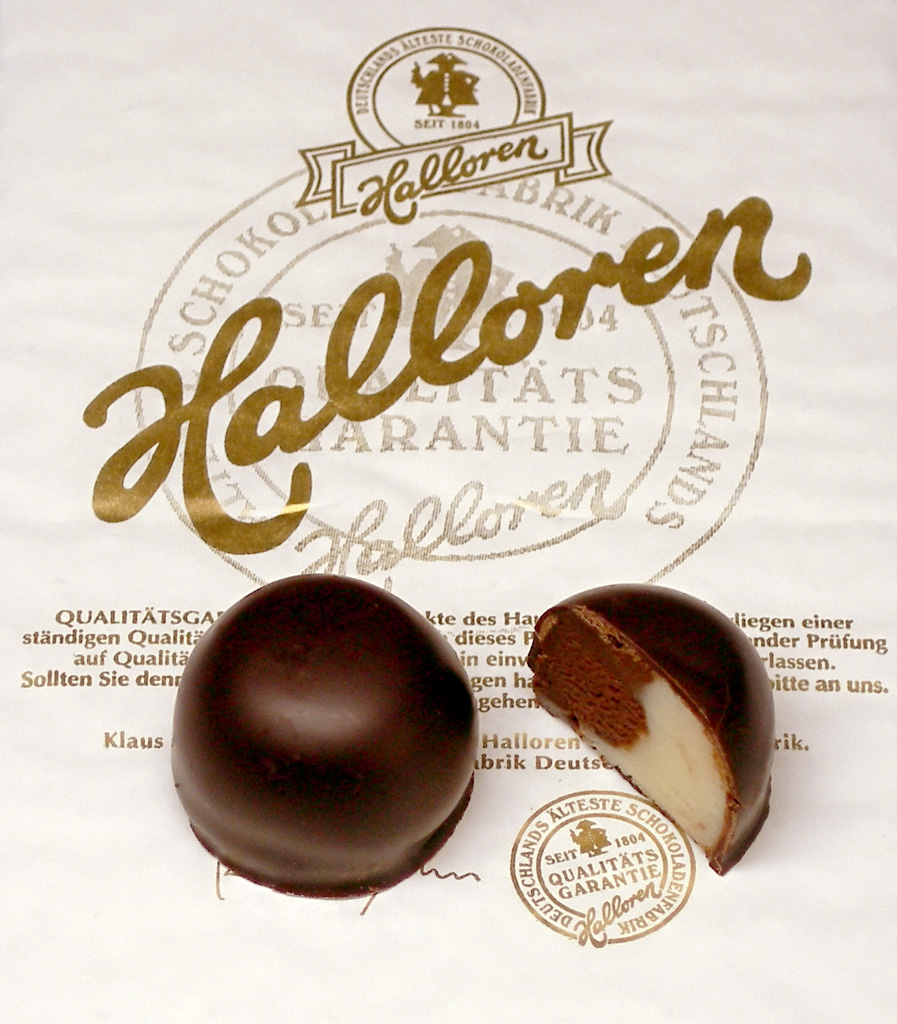
Halloren-Kugeln

Halloren é conhecida como a fábrica de chocolates mais antiga da Alemanha. Foi fundada em 1804 na cidade de Halle an der Saale. O produto mais famoso é o "Halloren-Kugeln", que são pequenas bolas de chocolate com diversidade de recheios. 
Atualmente, além da fábrica de chocolates, existe junto à fábrica o Museu do Chocolate, onde é possível conhecer a história e a produção de chocolates, além da diversidade de esculturas feitas com este alimento.
Em 2006 auxiliaram na preparação do maior relógio cuco de chocolate do mundo, que possuía 2,8 metros e 120 kg de chocolate. O relógio gigante foi vendido aos pedaços durante um festival.